# Ochiul Alb
Ochiul Alb è un comune della Moldavia situato nel distretto di Drochia di 3.089 abitanti al censimento del 2004